# Tomás Eloy Martínez
Tomás Eloy Martínez, född 16 juli 1934 i San Miguel de Tucamán, Argentina, död 31 januari 2010 i Buenos Aires, var en argentinsk författare.
Han började som journalist och manusförfattare i filmbranschen. Som romanförfattare debuterade han först 1969 med romanen Sagrado. Under militärdiktaturen i Argentina på 1970- och 1980-talen levde Martínez utomlands och flyttade senare till New Jersey där han verkade vid Rutgers University.
Tomás Eloy Martínez utgav en rad romaner. Mest omtalad är La novela de Perón (1985) som skildrar den argentinske presidenten Juan Perón. Tio år senare skrev han en annan uppmärksammad roman om Peróns första hustru Eva Perón, Santa Evita.